# Elecciones presidenciales de Somalilandia de 1997
Las elecciones presidenciales se llevaron a cabo en Somalilandia el 23 de febrero de 1997, la tercera elección presidencial indirecta desde que el país declaró su independencia de Somalia en 1991. Las elecciones tuvieron lugar hacia el final de la Conferencia de Hargeisa, celebrada entre octubre de 1996 y febrero de 1997. La elección dio como resultado que el actual presidente Muhammad Haji Ibrahim Egal fuera reelegido para un mandato de cuatro años por un colegio electoral de ancianos que componían el guurti nacional (consejo de ancianos). El competidor más cercano de Egal fue el Ministro de Finanzas Suleiman Mohamoud Adan, quien también estuvo anteriormente en el gabinete del presidente inaugural Abdirahman Ahmed Ali Tuur.

## Antecedentes

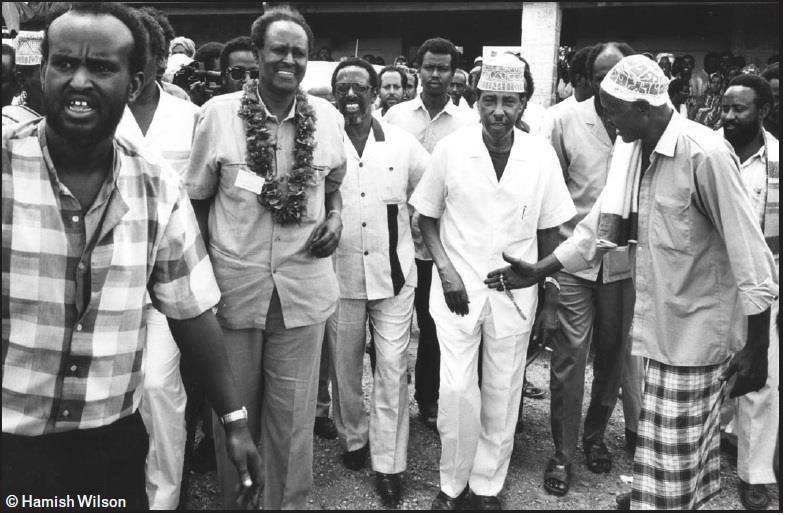
Después de las elecciones de 1993, el presidente saliente, Abdirahman Ahmed Ali Tuur, abandona la sala junto al presidente recién elegido, Muhammad Haji Ibrahim Egal. Un anciano felicita a Tuur por su decisión de aceptar el resultado de las elecciones y retirarse pacíficamente después de varios días de intenso debate y negociación.

Poco después de declarar su independencia de Somalia a mediados de 1991, los ancianos del clan eligieron al presidente del Movimiento Nacional Somalí, Abdirahman Ahmed Ali Tuur, como el primer presidente provisional de Somalilandia. Ocupó el cargo hasta el 16 de mayo de 1993, cuando los ancianos del clan eligieron a Mohamed Haji Ibrahim Egal para servir un mandato de dos años como presidente del primer gobierno civil de posguerra del país. En mayo de 1995, el mandato de Egal se extendió por otros 18 meses. El 23 de febrero de 1997 se celebraron nuevas elecciones.

## Resultados
|  | 70.79 % |

|  | 28.57 % |

|  | 0.63 % |

|  | 100 % |

## Consecuencias
El presidente Egal permaneció en el cargo hasta su muerte en mayo de 2002. Le sucedió en el cargo su vicepresidente, Dahir Riyale Kahin, quien ganaría las primeras elecciones presidenciales directas en 2003.